# 크레스 (영화)
《크레스》(영어: Class)는 미국에서 제작된 1983년 코미디 드라마 영화이다. 루이스 존 칼리노가 연출하고, 롭 로, 재클린 비싯, 앤드루 매카시, 클리프 로버트슨 등이 출연하였다. 이 영화는 앤드루 매카시, 존 큐색, 버지니아 매드슨, 케이시 시마스코, 롤리타 더비더비치의 첫 영화 출연작이다. 퍼스트 러브라는 제목으로도 알려져 있다.

## 줄거리
대입 준비학교에 다니는 조너선은 한 연상의 여성에게 자신이 박사라고 속이고 관계를 맺는다. 그러나 그 여성은 다름 아닌 절친 스킵의 어머니였다.

## 출연진
- 롭 로 - 스콰이어 프랭클린 “스킵” 버로스 4세 역
- 재클린 비싯 - 엘런 버로스 역
- 앤드루 매카시 - 조너선 오그너 역
- 클리프 로버트슨 - 밸러밴 역
- 스튜어트 마걸린 - 버로스 씨 역
- 존 큐색 - 로스코 메이바움 역
- 로드니 피어슨 - 앨런 역
- 앨런 럭 - 로저 잭슨 역
- 리맥 램지 - 케네디 역
- 케이시 시마스코 - 더그 역
- 조앤 큐색 - 줄리아 역
- 버지니아 매드슨 - 리사 역
- 애나 마리아 호스퍼드
- 존 캐펄로스
- 랜스 킨지
- 롤리타 더비더비치
- 수잰 스나이더
- 제임스 듀몬트

## 기타 제작진
- 협력 제작: 데이비드 그린월트, 짐 카우프
- 배역: 메리 골드버그, 토니 하워드, 린 스톨매스터
- 분장: 캐스린 블론델
- 제작 관리: 핼 W. 폴레어
- 조감독: 캐털리 프라우언펠더, 스콧 메이틀런드

## 반응
리뷰 애그리게이터 웹사이트 로튼 토마토에서 평론가 리뷰 14편을 바탕으로 29%의 지지도를 얻었다.